# Temple des millions d'années de Séthi Ier
Pour les articles homonymes, voir Temple des millions d'années.
Ne doit pas être confondu avec Temple funéraire de Séthi Ier (Abydos).
Le temple des millions d'années de Séthi Ier est le temple funéraire du pharaon Séthi Ier. Il est situé dans la nécropole thébaine en Haute-Égypte, sur la rive ouest du Nil face à la ville moderne de Louxor, à proximité du village d'Égypte antique de Cheikh Abd el-Gournah.

## Construction

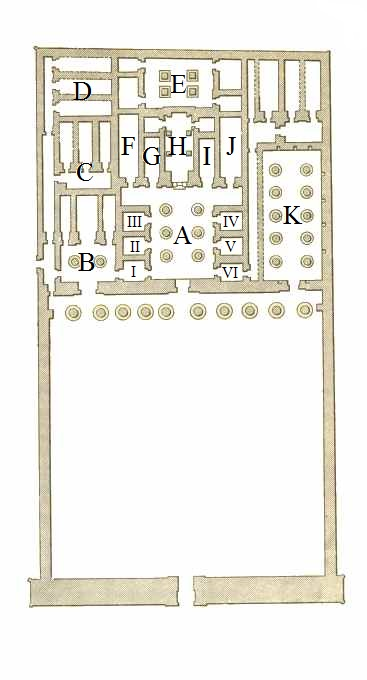
Plan du temple.A Salle hypostyle. B Temple dédié à Ramsès Ier. C Culte funéraire royal. D Salles d’abattage. E Salle à colonnes. F Sanctuaire de Ptah. G Sanctuaire de Mout. H Chapelle-reposoir de la barque d'Amon. I Sanctuaire de Khounsou. J Sanctuaire d'Osiris. K Cour du culte solaire. I à VI annexes.

Le temple a dû être construit à la fin du règne de Séthi, et peut-être achevé après sa mort par son fils Ramsès II. Une des chambres contient un sanctuaire dédié à son père Ramsès Ier, qui, régnant moins de deux ans n'a pas construit de temple funéraire pour lui-même.

## État actuel
Toute la cour et les pylônes qui lui sont associés ont été détruits et sont maintenant enfouis à l'est de Cheikh Abd el-Gournah.